# NFC South
A NFC South (ou NFC Sul em português) é uma divisão da National Football Conference da NFL. Ela foi criada pouco antes do começo da temporada de 2002 quando a liga foi realinhada para comportar os 32 times. A NFC South tem atualmente quatro times: o Atlanta Falcons, o Carolina Panthers, o New Orleans Saints e o Tampa Bay Buccaneers. Antes da temporada de 2002, o Buccaneers pertencia a AFC West (1976) e a NFC Central (1977-2001), enquanto os outros times participavam da NFC West.

## Campeões da Divisão
| Temporada | Time                 | Campanha | Resultado                              |
| --------- | -------------------- | -------- | -------------------------------------- |
| 2002      | Tampa Bay Buccaneers | 12-4-0   | Campeão do Super Bowl XXXVII           |
| 2003      | Carolina Panthers    | 11-5-0   | Perdeu no Super Bowl XXXVIII           |
| 2004      | Atlanta Falcons      | 11-5-0   | Perdeu no NFC Championship             |
| 2005      | Tampa Bay Buccaneers | 11-5-0   | Perdeu no Wild Card playoff            |
| 2006      | New Orleans Saints   | 10-6-0   | Perdeu no NFC Championship             |
| 2007      | Tampa Bay Buccaneers | 9-7-0    | Perdeu no Wild Card playoff            |
| 2008      | Carolina Panthers    | 12-4-0   | Perdeu no NFC Divisional playoff       |
| 2009      | New Orleans Saints   | 13-3-0   | Campeão do Super Bowl XLIV             |
| 2010      | Atlanta Falcons      | 13-3-0   | Perdeu no NFC Divisional playoff       |
| 2011      | New Orleans Saints   | 13-3-0   | Perdeu no NFC Divisional playoff       |
| 2012      | Atlanta Falcons      | 13-3-0   | Perdeu no NFC Championship Game        |
| 2013      | Carolina Panthers    | 12-4-0   | Perdeu no NFC Divisional playoff       |
| 2014      | Carolina Panthers    | 7-8-1    | Perdeu no NFC Divisional Playoff       |
| 2015      | Carolina Panthers    | 15-1-0   | Perdeu no Super Bowl 50                |
| 2016      | Atlanta Falcons      | 11-5-0   | Perdeu no Super Bowl LI                |
| 2017      | New Orleans Saints   | 11-5-0   | Perdeu no NFC Divisional Playoff       |
| 2018      | New Orleans Saints   | 13-3-0   | Perdeu no NFC Championship Game        |
| 2019      | New Orleans Saints   | 13-3-0   | Perdeu no Wild Card playoff            |
| 2020      | New Orleans Saints   | 12-4-0   | Perdeu no NFC Divisional Playoff       |
| 2021      | Tampa Bay Buccaneers | 13-4-0   | Perdeu no NFC Divisional Playoff       |
| 2022      | Tampa Bay Buccaneers | 8-9-0    | Perdeu no Wild Card playoff            |
| 2023      | Tampa Bay Buccaneers | 9-8-0    | Perdeu no NFC Divisional Round playoff |
| 2024      | Tampa Bay Buccaneers | 10-7-0   | Perdeu no Wild Card playoff            |

## Classificações pelo Wild Card
| Temporada | Time                 | Campanha | Resultado                        |
| --------- | -------------------- | -------- | -------------------------------- |
| 2002      | Atlanta Falcons      | 9-6-1    | Perdeu no NFC Divisional Playoff |
| 2003      | Nenhum               | --       | --                               |
| 2004      | Nenhum               | --       | --                               |
| 2005      | Carolina Panthers    | 11-5-0   | Perdeu no NFC Championship Game  |
| 2006      | Nenhum               | --       | --                               |
| 2007      | Nenhum               | --       | --                               |
| 2008      | Atlanta Falcons      | 11-5-0   | Perdeu no NFC Wild Card Playoff  |
| 2009      | Nenhum               | --       | --                               |
| 2010      | New Orleans Saints   | 11-5-0   | Perdeu no NFC Wild Card Playoff  |
| 2011      | Atlanta Falcons      | 10-6-0   | Perdeu no NFC Wild Card Playoff  |
| 2012      | Nenhum               | --       | --                               |
| 2013      | New Orleans Saints   | 11-5-0   | Perdeu no NFC Divisional Playoff |
| 2017      | Carolina Panthers    | 11-5-0   | Perdeu no NFC Wild Card Playoff  |
| 2018      | Atlanta Falcons      | 10-6-0   | Perdeu no NFC Divisional Playoff |
| 2020      | Tampa Bay Buccaneers | 11-5-0   | Campeão do Super Bowl LV         |
| 2021      | Nenhum               | --       | --                               |
| 2022      | Nenhum               | --       | --                               |
| 2023      | Nenhum               | --       | --                               |
| 2024      | Nenhum               | --       | --                               |

## Aparições nos playoff desde 2002
| Time                 | Títulos de Divisão | Aparições nos Playoffs | Aparições no Super Bowl | Vitórias no Super Bowl |
| -------------------- | ------------------ | ---------------------- | ----------------------- | ---------------------- |
| Carolina Panthers    | 5                  | 7                      | 2 (XXXVIII, 50)         | 0                      |
| Atlanta Falcons      | 4                  | 8                      | 1 (LI)                  | 0                      |
| New Orleans Saints   | 7                  | 9                      | 1 (XLIV)                | 1 (XLIV)               |
| Tampa Bay Buccaneers | 7                  | 8                      | 2 (XXXVII, LV)          | 2 (XXXVII, LV)         |